# Матчи СССР — Нидерланды по международным шашкам
Матчи СССР — Нидерланды по международным шашкам — товарищеские командные соревнования между сборными двух стран, ежегодно проводившиеся в 1967—1974 и 1980—1990 годах по соглашению между национальными шашечными федерациями. Матчи проводились в три или четыре тура. Количество досок колебалось от пяти до десяти. Всего с 1967 по 1990 год состоялось 19 матчей. В шестнадцати из них победила сборная СССР, три матча закончились вничью. Гроссмейстер Анатолий Гантварг — единственный игрок, принявший участие во всех 19 матчах. Матчи между двумя ведущими шашечными державами, собиравшие сильнейших шашистов мира, многие годы являлись одним из центральных событий шашечного спортивного календаря.

## I матч, 1967 год
|    | СССР              | Москва, 1967 год. Счёт: +11 =18 - 1 | Москва, 1967 год. Счёт: +11 =18 - 1 | Москва, 1967 год. Счёт: +11 =18 - 1 | Москва, 1967 год. Счёт: +11 =18 - 1 | Москва, 1967 год. Счёт: +11 =18 - 1 | Москва, 1967 год. Счёт: +11 =18 - 1 | Москва, 1967 год. Счёт: +11 =18 - 1 | Москва, 1967 год. Счёт: +11 =18 - 1 | Москва, 1967 год. Счёт: +11 =18 - 1 | Москва, 1967 год. Счёт: +11 =18 - 1 | Москва, 1967 год. Счёт: +11 =18 - 1 | Москва, 1967 год. Счёт: +11 =18 - 1 | Москва, 1967 год. Счёт: +11 =18 - 1 | Нидерланды          |
| №  | Участник          | 1-й тур, 6 августа                  | 1-й тур, 6 августа                  | 1-й тур, 6 августа                  |                                     | 2-й тур, 8 августа                  | 2-й тур, 8 августа                  | 2-й тур, 8 августа                  |                                     | 3-й тур, 9 августа                  | 3-й тур, 9 августа                  | 3-й тур, 9 августа                  |                                     | Результат                           | Участник            |
| -- | ----------------- | ----------------------------------- | ----------------------------------- | ----------------------------------- | ----------------------------------- | ----------------------------------- | ----------------------------------- | ----------------------------------- | ----------------------------------- | ----------------------------------- | ----------------------------------- | ----------------------------------- | ----------------------------------- | ----------------------------------- | ------------------- |
| 1  | Исер Куперман     | 1                                   | —                                   | 1                                   |                                     | 1                                   | —                                   | 1                                   |                                     | 1                                   | —                                   | 1                                   |                                     | 3-3                                 | Тон Сейбрандс       |
| 2  | Андрис Андрейко   | 1                                   | —                                   | 1                                   |                                     | 1                                   | —                                   | 1                                   |                                     | 1                                   | —                                   | 1                                   |                                     | 3-3                                 | Пит Розенбург       |
| 3  | Вячеслав Щёголев  | 2                                   | —                                   | 0                                   |                                     | 2                                   | —                                   | 0                                   |                                     | 2                                   | —                                   | 0                                   |                                     | 6-0                                 | Ян Верхейм          |
| 4  | Владимир Каплан   | 1                                   | —                                   | 1                                   |                                     | 2                                   | —                                   | 0                                   |                                     | 1                                   | —                                   | 1                                   |                                     | 4-2                                 | Харм Вирсма         |
| 5  | Сергей Маньшин    | 1                                   | —                                   | 1                                   |                                     | 1                                   | —                                   | 1                                   |                                     | 1                                   | —                                   | 1                                   |                                     | 3-3                                 | Вим ван дер Слуйс   |
| 6  | Борис Шкиткин     | 1                                   | —                                   | 1                                   |                                     | 1                                   | —                                   | 1                                   |                                     | 1                                   | —                                   | 1                                   |                                     | 3-3                                 | Эверт Бронстринг    |
| 7  | Михаил Корхов     | 2                                   | —                                   | 0                                   |                                     | 2                                   | —                                   | 0                                   |                                     | 1                                   | —                                   | 1                                   |                                     | 5-1                                 | Ян Бом              |
| 8  | Владимир Агафонов | 1                                   | —                                   | 1                                   |                                     | 2                                   | —                                   | 0                                   |                                     | 2                                   | —                                   | 0                                   |                                     | 5-1                                 | Ян ван Леувен       |
| 9  | Макс Шавель       | 0                                   | —                                   | 2                                   |                                     | 2                                   | —                                   | 0                                   |                                     | 1                                   | —                                   | 1                                   |                                     | 3-3                                 | Кеес Фаркевиссер    |
| 10 | Анатолий Гантварг | 2                                   | —                                   | 0                                   |                                     | 2                                   | —                                   | 0                                   |                                     | 1                                   | —                                   | 1                                   |                                     | 5-1                                 | Даммис ван дер Стай |
|    | Всего             | 12                                  | —                                   | 8                                   |                                     | 16                                  | —                                   | 4                                   |                                     | 12                                  | —                                   | 8                                   |                                     | 40 — 20                             |                     |

## II матч, 1968 год
|   | СССР                  | Амстелвен, 1968 год. Счёт: +8 =17 -1 | Амстелвен, 1968 год. Счёт: +8 =17 -1 | Амстелвен, 1968 год. Счёт: +8 =17 -1 | Амстелвен, 1968 год. Счёт: +8 =17 -1 | Амстелвен, 1968 год. Счёт: +8 =17 -1 | Амстелвен, 1968 год. Счёт: +8 =17 -1 | Амстелвен, 1968 год. Счёт: +8 =17 -1 | Амстелвен, 1968 год. Счёт: +8 =17 -1 | Амстелвен, 1968 год. Счёт: +8 =17 -1 | Амстелвен, 1968 год. Счёт: +8 =17 -1 | Амстелвен, 1968 год. Счёт: +8 =17 -1 | Амстелвен, 1968 год. Счёт: +8 =17 -1 | Амстелвен, 1968 год. Счёт: +8 =17 -1 | Нидерланды        |
| № | Участник              | 1-й тур, 5 июля                      | 1-й тур, 5 июля                      | 1-й тур, 5 июля                      |                                      | 2-й тур, 6 июля                      | 2-й тур, 6 июля                      | 2-й тур, 6 июля                      |                                      | 3-й тур, 7 июля                      | 3-й тур, 7 июля                      | 3-й тур, 7 июля                      |                                      | Результат                            | Участник          |
| - | --------------------- | ------------------------------------ | ------------------------------------ | ------------------------------------ | ------------------------------------ | ------------------------------------ | ------------------------------------ | ------------------------------------ | ------------------------------------ | ------------------------------------ | ------------------------------------ | ------------------------------------ | ------------------------------------ | ------------------------------------ | ----------------- |
| 1 | Андрис Андрейко       | 1                                    | —                                    | 1                                    |                                      | 0                                    | —                                    | 2                                    |                                      | 1                                    | —                                    | 1                                    |                                      | 2-4                                  | Тон Сейбрандс     |
| 2 | Исер Куперман         | 1                                    | —                                    | 1                                    |                                      | 1                                    | —                                    | 1                                    |                                      | 1                                    | —                                    | 1                                    |                                      | 3-3                                  | Пит Розенбург     |
| 3 | Вячеслав Щёголев      | 1                                    | —                                    | 1                                    |                                      | 1                                    | —                                    | 1                                    |                                      | *                                    | —                                    | *                                    |                                      | 2-2                                  | Харм Вирсма       |
| 4 | Анатолий Гантварг     | 1                                    | —                                    | 1                                    |                                      | 1                                    | —                                    | 1                                    |                                      | 2                                    | —                                    | 0                                    |                                      | 3-3                                  | Питер Бергсма     |
| 5 | Михаил Корхов         | 1                                    | —                                    | 1                                    |                                      | 2                                    | —                                    | 0                                    |                                      | 2                                    | —                                    | 0                                    |                                      | 5-1                                  | Вим ван дер Слуйс |
| 6 | Макс Шавель           | 1                                    | —                                    | 1                                    |                                      | 1                                    | —                                    | 1                                    |                                      | 2                                    | —                                    | 0                                    |                                      | 4-2                                  | Эверт Бронстринг  |
| 7 | Александр Могилянский | 2                                    | —                                    | 0                                    |                                      | 1                                    | —                                    | 1                                    |                                      | 2                                    | —                                    | 0                                    |                                      | 5-1                                  | Кеес Фаркевиссер  |
| 8 | Владимир Агафонов     | 2                                    | —                                    | 0                                    |                                      | 2                                    | —                                    | 0                                    |                                      | 1                                    | —                                    | 1                                    |                                      | 5-1                                  | Фред Окрогельник* |
| 9 | Александр Киреев      | 1                                    | —                                    | 1                                    |                                      | 1                                    | —                                    | 1                                    |                                      | 1                                    | —                                    | 1                                    |                                      | 3-3                                  | Фред Ивенс*       |
|   | Всего                 | 11                                   | —                                    | 7                                    |                                      | 10                                   | —                                    | 8                                    |                                      | 12                                   | —                                    | 4                                    |                                      | 33 — 19                              |                   |

- Из-за болезни Вирсмы не состоялась партия третьего круга между ним и Щёголевым.
- Во 2-м туре на 8-й доске за команду Нидерландов играл Антон Шотанус, а на 9-й — Фред Окрогельник

## III матч, 1969 год
|    | СССР                  | Рига, 1969 год. Счёт: +4 =23 - 3 | Рига, 1969 год. Счёт: +4 =23 - 3 | Рига, 1969 год. Счёт: +4 =23 - 3 | Рига, 1969 год. Счёт: +4 =23 - 3 | Рига, 1969 год. Счёт: +4 =23 - 3 | Рига, 1969 год. Счёт: +4 =23 - 3 | Рига, 1969 год. Счёт: +4 =23 - 3 | Рига, 1969 год. Счёт: +4 =23 - 3 | Рига, 1969 год. Счёт: +4 =23 - 3 | Рига, 1969 год. Счёт: +4 =23 - 3 | Рига, 1969 год. Счёт: +4 =23 - 3 | Рига, 1969 год. Счёт: +4 =23 - 3 | Рига, 1969 год. Счёт: +4 =23 - 3 | Нидерланды       |
| №  | Участник              | 1-й тур, 19 июля                 | 1-й тур, 19 июля                 | 1-й тур, 19 июля                 |                                  | 2-й тур, 20 июля                 | 2-й тур, 20 июля                 | 2-й тур, 20 июля                 |                                  | 3-й тур, 21 июля                 | 3-й тур, 21 июля                 | 3-й тур, 21 июля                 |                                  | Результат                        | Участник         |
| -- | --------------------- | -------------------------------- | -------------------------------- | -------------------------------- | -------------------------------- | -------------------------------- | -------------------------------- | -------------------------------- | -------------------------------- | -------------------------------- | -------------------------------- | -------------------------------- | -------------------------------- | -------------------------------- | ---------------- |
| 1  | Андрис Андрейко       | 1                                | —                                | 1                                |                                  | 1                                | —                                | 1                                |                                  | 1                                | —                                | 1                                |                                  | 3-3                              | Тон Сейбрандс    |
| 2  | Исер Куперман         | 1                                | —                                | 1                                |                                  | 1                                | —                                | 1                                |                                  | 1                                | —                                | 1                                |                                  | 3-3                              | Харм Вирсма      |
| 3  | Вячеслав Щёголев      | 2                                | —                                | 0                                |                                  | 0                                | —                                | 2                                |                                  | 1                                | —                                | 1                                |                                  | 3-3                              | Пит Розенбург    |
| 4  | Анатолий Гантварг     | 0                                | —                                | 2                                |                                  | 1                                | —                                | 1                                |                                  | 1                                | —                                | 1                                |                                  | 2-4                              | Кеес Фаркевиссер |
| 5  | Владимир Агафонов     | 0                                | —                                | 2                                |                                  | 2                                | —                                | 0                                |                                  | 1                                | —                                | 1                                |                                  | 3-3                              | Эверт Бронстринг |
| 6  | Александр Могилянский | 1                                | —                                | 1                                |                                  | 1                                | —                                | 1                                |                                  | 1                                | —                                | 1                                |                                  | 3-3                              | Ян Бом           |
| 7  | Сергей Давыдов        | 1                                | —                                | 1                                |                                  | 1                                | —                                | 1                                |                                  | 1                                | —                                | 1                                |                                  | 3-3                              | Питер Бергсма    |
| 8  | Ярослав Белорус       | 1                                | —                                | 1                                |                                  | 2                                | —                                | 0                                |                                  | 1                                | —                                | 1                                |                                  | 4-2                              | Д. де Йонг       |
| 9  | Борис Шкиткин         | 1                                | —                                | 1                                |                                  | 1                                | —                                | 1                                |                                  | 1                                | —                                | 1                                |                                  | 3-3                              | Ян де Рёйтер     |
| 10 | Михаил Корхов         | 2                                | —                                | 0                                |                                  | 1                                | —                                | 1                                |                                  | 1                                | —                                | 1                                |                                  | 4-2                              | К. Пиппел        |
|    | Всего                 | 10                               | —                                | 10                               |                                  | 11                               | —                                | 9                                |                                  | 10                               | —                                | 10                               |                                  | 31 — 29                          |                  |

## IV матч, 1970 год
|   | СССР               | Роттердам, 23-28.06.1970 г. Счёт: +6 =20 -2 | Роттердам, 23-28.06.1970 г. Счёт: +6 =20 -2 | Роттердам, 23-28.06.1970 г. Счёт: +6 =20 -2 | Роттердам, 23-28.06.1970 г. Счёт: +6 =20 -2 | Роттердам, 23-28.06.1970 г. Счёт: +6 =20 -2 | Роттердам, 23-28.06.1970 г. Счёт: +6 =20 -2 | Роттердам, 23-28.06.1970 г. Счёт: +6 =20 -2 | Роттердам, 23-28.06.1970 г. Счёт: +6 =20 -2 | Роттердам, 23-28.06.1970 г. Счёт: +6 =20 -2 | Роттердам, 23-28.06.1970 г. Счёт: +6 =20 -2 | Роттердам, 23-28.06.1970 г. Счёт: +6 =20 -2 | Роттердам, 23-28.06.1970 г. Счёт: +6 =20 -2 | Роттердам, 23-28.06.1970 г. Счёт: +6 =20 -2 | Роттердам, 23-28.06.1970 г. Счёт: +6 =20 -2 | Роттердам, 23-28.06.1970 г. Счёт: +6 =20 -2 | Роттердам, 23-28.06.1970 г. Счёт: +6 =20 -2 | Роттердам, 23-28.06.1970 г. Счёт: +6 =20 -2 | Нидерланды         |
| № | Участник           | 1-й тур                                     | 1-й тур                                     | 1-й тур                                     |                                             | 2-й тур                                     | 2-й тур                                     | 2-й тур                                     |                                             | 3-й тур                                     | 3-й тур                                     | 3-й тур                                     |                                             | 4-й тур                                     | 4-й тур                                     | 4-й тур                                     |                                             | Результат                                   | Участник           |
| - | ------------------ | ------------------------------------------- | ------------------------------------------- | ------------------------------------------- | ------------------------------------------- | ------------------------------------------- | ------------------------------------------- | ------------------------------------------- | ------------------------------------------- | ------------------------------------------- | ------------------------------------------- | ------------------------------------------- | ------------------------------------------- | ------------------------------------------- | ------------------------------------------- | ------------------------------------------- | ------------------------------------------- | ------------------------------------------- | ------------------ |
| 1 | Андрис Андрейко    | 2                                           | —                                           | 0                                           |                                             | 1                                           | —                                           | 1                                           |                                             | 1                                           | —                                           | 1                                           |                                             | 1                                           | —                                           | 1                                           |                                             | 5-3                                         | Харм Вирсма*       |
| 2 | Исер Куперман      | 2                                           | —                                           | 0                                           |                                             | 1                                           | —                                           | 1                                           |                                             | 1                                           | —                                           | 1                                           |                                             | 1                                           | —                                           | 1                                           |                                             | 5-3                                         | Герт ван Дейк      |
| 3 | Анатолий Гантварг  | 1                                           | —                                           | 1                                           |                                             | 2                                           | —                                           | 0                                           |                                             | 1                                           | —                                           | 1                                           |                                             | 1                                           | —                                           | 1                                           |                                             | 5-3                                         | Вим ван дер Слуйс* |
| 4 | Вячеслав Щёголев   | 1                                           | —                                           | 1                                           |                                             | 1                                           | —                                           | 1                                           |                                             | 1                                           | —                                           | 1                                           |                                             | 1                                           | —                                           | 1                                           |                                             | 4-4                                         | Тон Сейбрандс*     |
| 5 | Сергей Давыдов     | 1                                           | —                                           | 1                                           |                                             | 2                                           | —                                           | 0                                           |                                             | 1                                           | —                                           | 1                                           |                                             | 1                                           | —                                           | 1                                           |                                             | 5-3                                         | К. Пиппел*         |
| 6 | Борис Шкиткин      | 0                                           | —                                           | 2                                           |                                             | 1                                           | —                                           | 1                                           |                                             | 1                                           | —                                           | 1                                           |                                             | 2                                           | —                                           | 0                                           |                                             | 4-4                                         | Ян де Рёйтер*      |
| 7 | Николай Сретенский | 0                                           | —                                           | 2                                           |                                             | 1                                           | —                                           | 1                                           |                                             | 1                                           | —                                           | 1                                           |                                             | 2                                           | —                                           | 0                                           |                                             | 4-4                                         | Франк Дрост*       |
|   | Всего              | 7                                           | —                                           | 7                                           |                                             | 9                                           | —                                           | 5                                           |                                             | 7                                           | —                                           | 7                                           |                                             | 9                                           | —                                           | 5                                           |                                             | 32 — 24                                     |                    |

- На 1-й доске за команду Нидерландов в 4-м туре играл Пит Розенбург
- На 3-й доске за команду Нидерландов в 3-м туре играл Пит Розенбург, а в 4-м — Тон Сейбрандс
- На 4-й доске за команду Нидерландов в 4-м туре играл Вим ван дер Слуйс
- На 5-й доске за команду Нидерландов во 2-м туре играл Антон Шотанус, в 3-м туре — Вим ван дер Слуйс, в 4-м — Харм Вирсма
- На 6-й доске за команду Нидерландов в 4-м туре играл Франк Дрост
- На 7-й доске за команду Нидерландов в 3-м туре играл К. Пиппел, в 4-м туре — Ян де Рёйтер

## V матч, 1971
|   | СССР                  | Таллин, 1971 г. Счёт: +7 =15 -1 | Таллин, 1971 г. Счёт: +7 =15 -1 | Таллин, 1971 г. Счёт: +7 =15 -1 | Таллин, 1971 г. Счёт: +7 =15 -1 | Таллин, 1971 г. Счёт: +7 =15 -1 | Таллин, 1971 г. Счёт: +7 =15 -1 | Таллин, 1971 г. Счёт: +7 =15 -1 | Таллин, 1971 г. Счёт: +7 =15 -1 | Таллин, 1971 г. Счёт: +7 =15 -1 | Таллин, 1971 г. Счёт: +7 =15 -1 | Таллин, 1971 г. Счёт: +7 =15 -1 | Таллин, 1971 г. Счёт: +7 =15 -1 | Таллин, 1971 г. Счёт: +7 =15 -1 | Нидерланды        |
| № | Участник              | 1-й тур                         | 1-й тур                         | 1-й тур                         |                                 | 2-й тур                         | 2-й тур                         | 2-й тур                         |                                 | 3-й тур                         | 3-й тур                         | 3-й тур                         |                                 | Результат                       | Участник          |
| - | --------------------- | ------------------------------- | ------------------------------- | ------------------------------- | ------------------------------- | ------------------------------- | ------------------------------- | ------------------------------- | ------------------------------- | ------------------------------- | ------------------------------- | ------------------------------- | ------------------------------- | ------------------------------- | ----------------- |
| 1 | Андрис Андрейко       | 1                               | —                               | 1                               |                                 | 1                               | —                               | 1                               |                                 | *                               | —                               | *                               |                                 | 2-2                             | Тон Сейбрандс     |
| 2 | Вячеслав Щёголев      | 2                               | —                               | 0                               |                                 | 1                               | —                               | 1                               |                                 | 1                               | —                               | 1                               |                                 | 4-2                             | Пит Розенбург     |
| 3 | Анатолий Гантварг     | 2                               | —                               | 0                               |                                 | 1                               | —                               | 1                               |                                 | 1                               | —                               | 1                               |                                 | 4-2                             | Харм Вирсма       |
| 4 | Михаил Корхов         | 1                               | —                               | 1                               |                                 | 2                               | —                               | 0                               |                                 | 1                               | —                               | 1                               |                                 | 4-2                             | Питер Бергсма     |
| 5 | Александр Рац         | 1                               | —                               | 1                               |                                 | 1                               | —                               | 1                               |                                 | 2                               | —                               | 0                               |                                 | 4-2                             | Вим ван дер Слуйс |
| 6 | Александр Могилянский | 1                               | —                               | 1                               |                                 | 2                               | —                               | 0                               |                                 | 2                               | —                               | 0                               |                                 | 5-1                             | Эверт Бронстринг  |
| 7 | Яков Шаус             | 1                               | —                               | 1                               |                                 | 2                               | —                               | 0                               |                                 | 0                               | —                               | 2                               |                                 | 3-3                             | Кес Франкевиссер  |
| 8 | Борис Шкиткин         | 1                               | —                               | 1                               |                                 | 1                               | —                               | 1                               |                                 | 1                               | —                               | 1                               |                                 | 3-3                             | Ян де Рёйтер      |
|   | Всего                 | 10                              | —                               | 6                               |                                 | 11                              | —                               | 5                               |                                 | 8                               | —                               | 6                               |                                 | 29 — 17                         |                   |

- В третьем туре партия Андрейко — Сейбрандс не состоялась из-за болезни Андрейко.